# Course de côte de Chanteloup

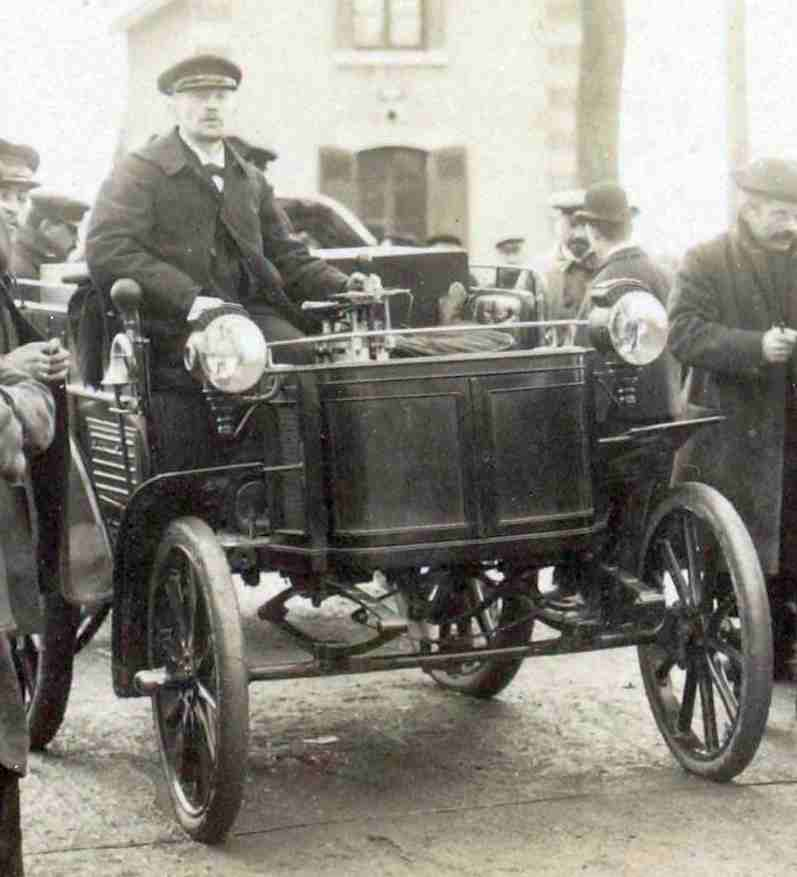
Camille Jenatzy, vainqueur de la première édition de 1898 avec sa voiture électrique.

La course de côte de Chanteloup-les-Vignes, dite « Côte de Chanteloup », était une compétition automobile disputée au nord-ouest de Paris, les premières années au mois de novembre, puis les dernières durant celui de mars. La première édition, initiée par Paul Meyan, alors directeur de La France Automobile, date de 1898, en présence du Président de l'Automobile Club de France, et sans aucun accident de course notoire.

## Histoire
Cette course est une des plus anciennes au monde en côte (la troisième), après celles de Nice - La Turbie, et de Charles River Park aux États-Unis (près de Boston MA), toutes deux instaurées en 1897. 
Son parcours était long de près d'1,782 km avant-guerre, puis il passa à 1,2 km durant les années 1920 et 1930. Durant sa seconde période d'existence, la compétition fut désormais organisée par l'Automobile Club d'Île-de-France (l'A.C.I.F.), avec un pourcentage d'ascension moyen légèrement inférieur.
En 1932 le revêtement au sol du parcours était trop délabré pour l'exercice. Le record d'ascension fut établi en 1934, en 58 s 4 par José Scaron (1 200 mètres).
L'organisation cessa en 1936, à la suite des nombreux accidents français dans la spécialité de la montagne lors des deux précédentes saisons.
Paul Meyan donne son nom à la principale rue actuelle de Chanteloup, et un petit monument est visible en haut de la côte elle-même.

## Galerie

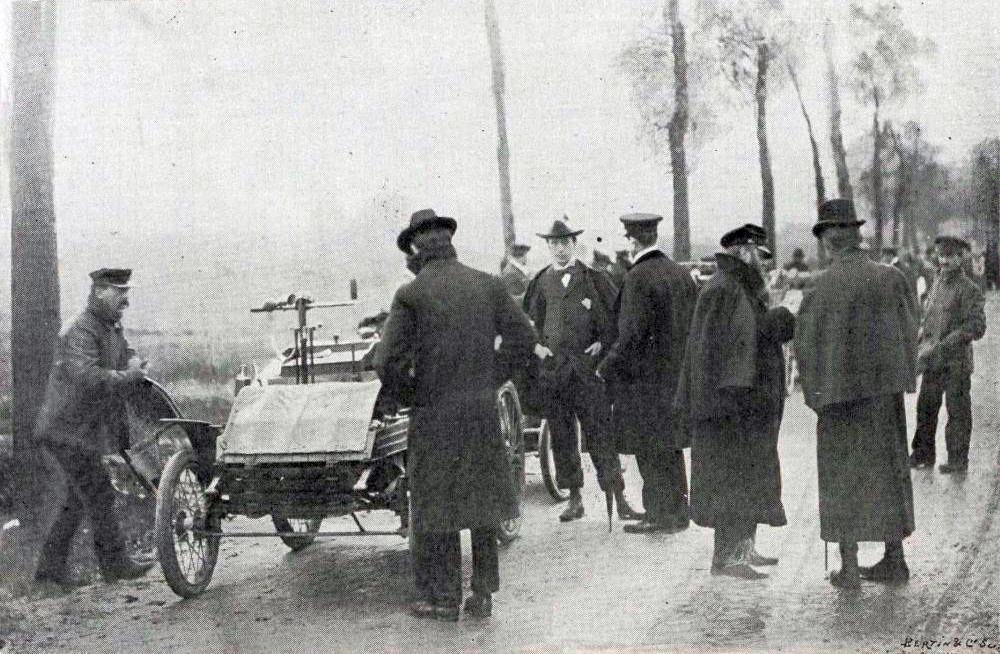
La ligne de départ en 1898.
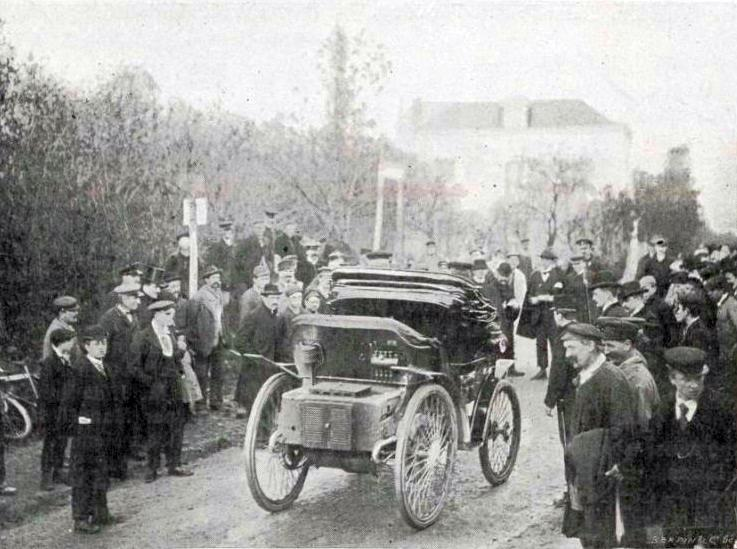
La ligne d'arrivée en 1898.
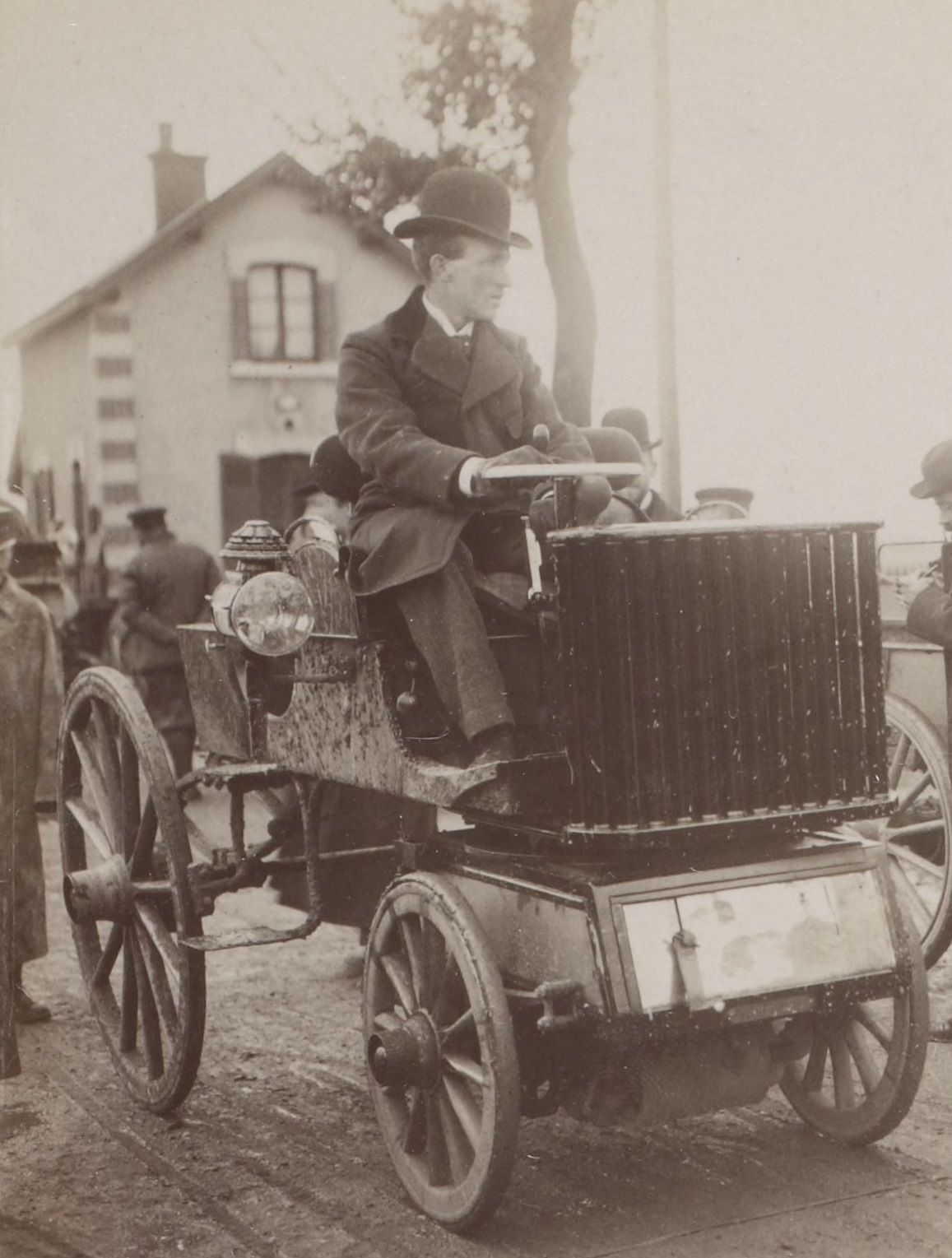
Voiture Prétot à l'édition 1898.
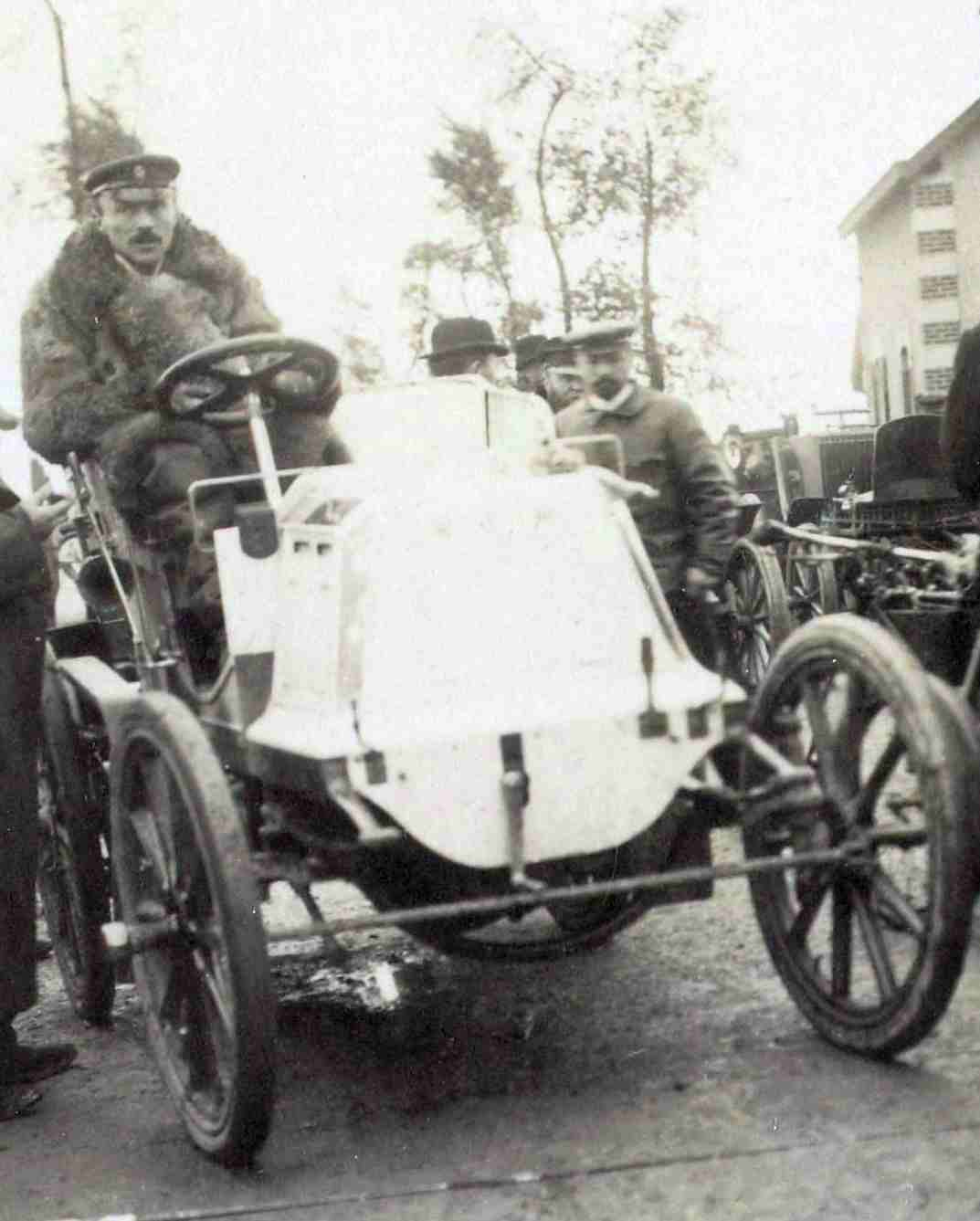
Fernand Charron, en 1898.
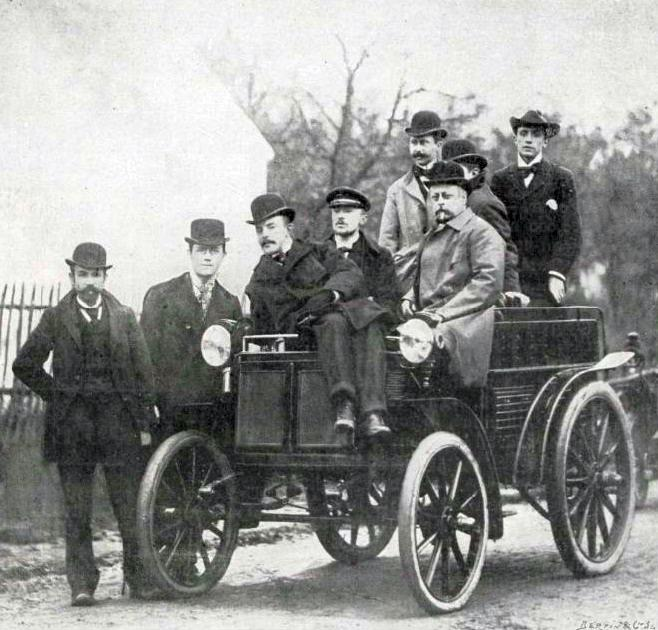
Camille Jenatzy, vainqueur en 1898.
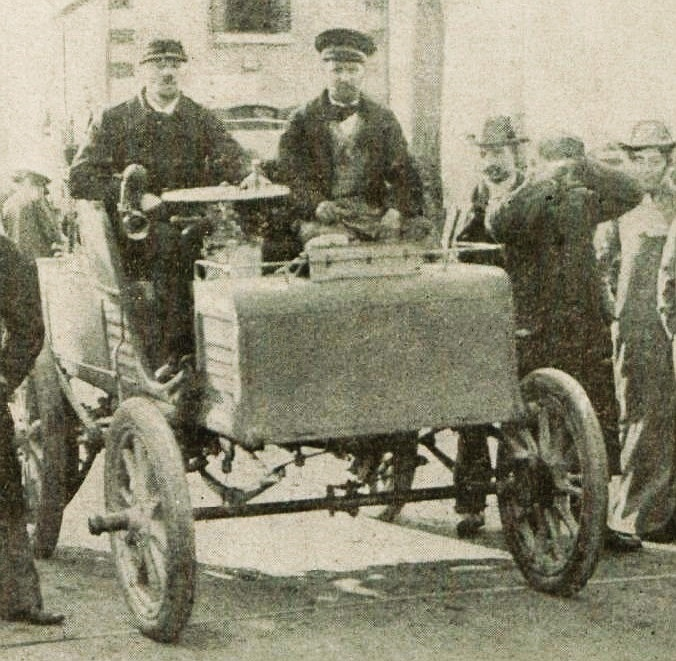
Camille Jenatzy, de nouveau vainqueur en 1899.
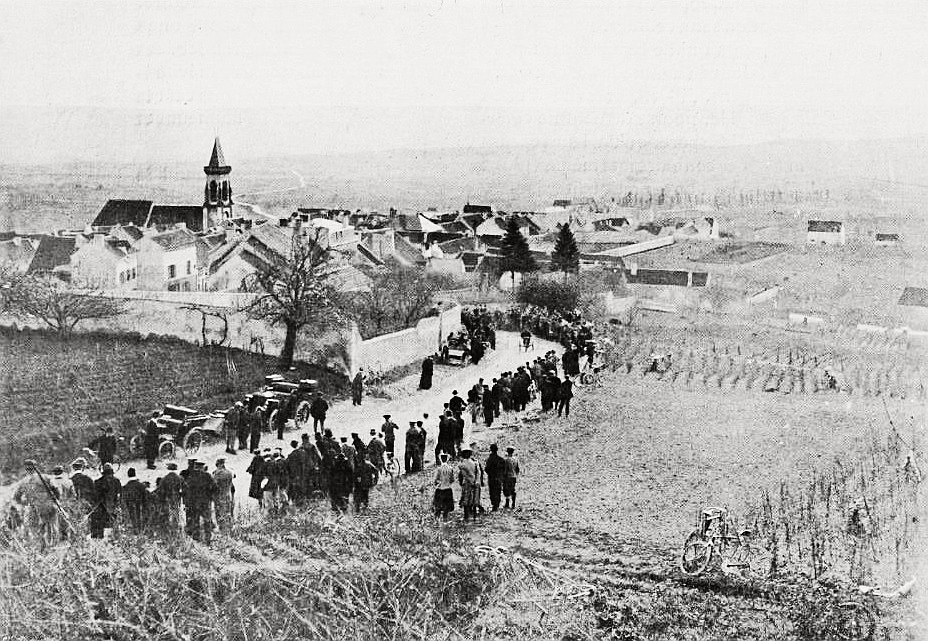
Chanteloup pendant la course de côte 1899.
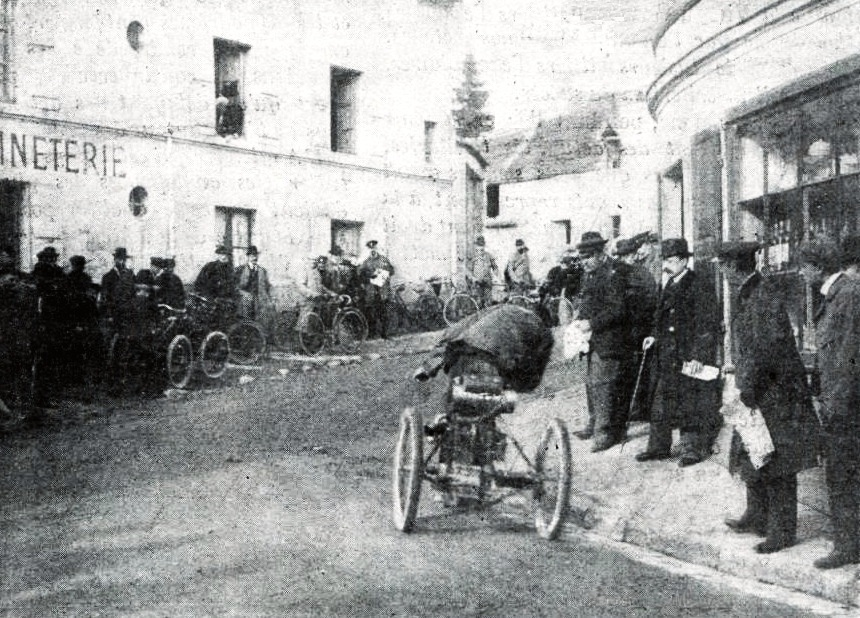
La course dans le village (1899).
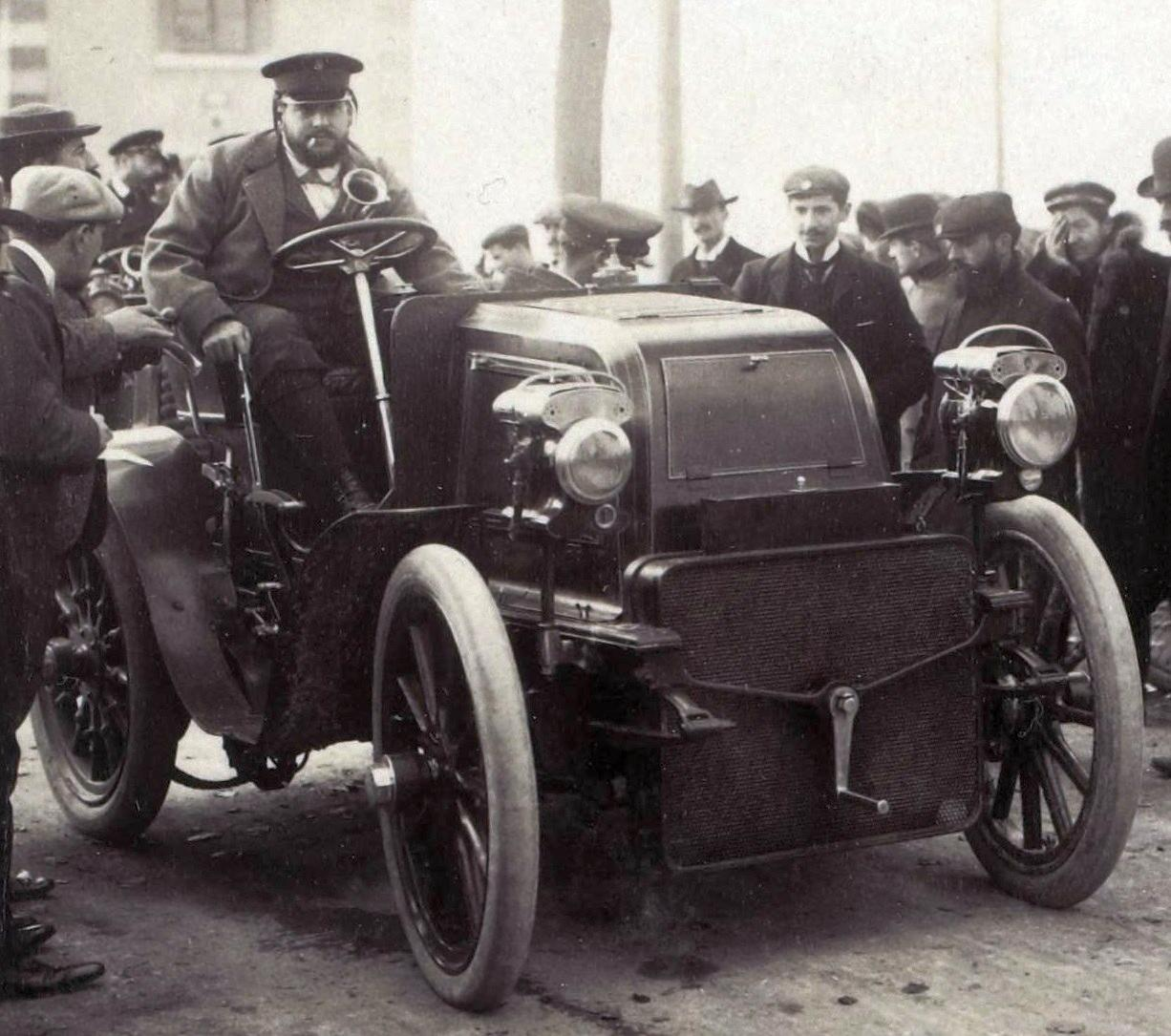
Henri de Rothschild, vainqueur à la côte de Chanteloup 1900.

## Palmarès
| 1898        | Camille Jenatzy.        | Jenatzy (électrique)          |                         |                         |
| 1899        | Camille Jenatzy         | Jenatzy (électrique)          |                         |                         |
| 1900        | Henri de Rothschild     | Daimler 24 hp                 |                         |                         |
| 1901 à 1925 | disparition transitoire | disparition transitoire       | disparition transitoire | disparition transitoire |
| 1926        | Charles Montier         | Montier spéciale 3 L          |                         |                         |
| 1927        | Georges Dugat           | Derby Sport 1,1 L             |                         |                         |
| 1928        | Yves Giraud-Cabantous   | Salmson 1,1 L                 |                         |                         |
| 1929        | Victor Tersen           | Bugatti T37A                  |                         |                         |
| 1930        | « Sabipa »              | Bugatti T35C                  |                         |                         |
| 1931        | Yves Giraud-Cabantous   | Caban Ruby 1,5 L              |                         |                         |
| 1932        | non disputée            | non disputée                  | non disputée            | non disputée            |
| 1933        | José Scaron             | Amilcar six-cylindres d'1,1 L |                         |                         |
| 1934        | José Scaron             | Amilcar six-cylindres d'1,1 L |                         |                         |
| 1935        | Robert Cazaux           | Bugatti T51                   |                         |                         |